# Leteln-Aminghausen
Der Stadtbezirk Leteln-Aminghausen besteht aus den Ortsteilen Leteln und Aminghausen in der Stadt Minden in Nordrhein-Westfalen. Beide liegen nördlich des Mittellandkanals und östlich der Weser und bilden einen Stadtbezirk.

## Geographie
Der Stadtbezirk Leteln-Aminghausen grenzt im Osten an den Stadtteil Päpinghausen, im Norden an den Ortsteil Wietersheim der Stadt Petershagen, im Westen, getrennt durch die Weser, an die Stadtteile Todtenhausen und Nordstadt sowie im Süden an die Stadtteile Rechtes Weserufer und Dankersen.

## Geschichte
Bis zur kommunalen Neugliederung am 1. Januar 1973 waren Leteln und Aminghausen selbstständige Gemeinden im Amt Windheim des Kreises Minden. Leteln hatte auf einer Fläche von 3,48 km² 2820 Einwohner und Aminghausen bei einer Fläche von 2,14 km² 392 Einwohner (31. Dezember 1972).

### Aminghausen
Aminghausen wurde 1055 erstmals als Amanhusen erwähnt. Dies ergibt sich aus einer Schenkungsurkunde des Bischofs Eilbert von Minden.

### Leteln
Leteln wurde erstmals in einer undatierten Urkunde aus der Sendenzzeit des Mindener Bischof Siegbert (1024–1036) als Litolon im Zusammenhang mit dem Gut erwähnt.

## Infrastruktur
- Zentrale Kläranlage von 1981 für Minden; eingeleitet wird das Abwasser aus Minden, Bückeburg, Teilen von Porta Westfalica, Cammer, Petershagen mit Ausnahme von Friedewalde.[5]
- Zum Sommer 2013 wurde die Grundschule in Leteln geschlossen. Die Kinder müssen jetzt mit dem Schulbus nach Dankersen fahren.[6]
- Drei Sportvereine, darunter den Fußballverein SV Weser Leteln.
- Heimatverein Leteln

## Personen und Persönlichkeiten
Söhne und Töchter aus Leteln/Aminghausen
- Peter Hahne (* 1952), Fernsehmoderator
- Carina Schlüter (* 1996), Fußballspielerin